# Parque Parnoella
El Parque Paronella es un jardín histórico y atracción turística localizado en Mena Riachuelo, Queensland, Australia, 120 kilómetros al sur de Cairns.

## Historia

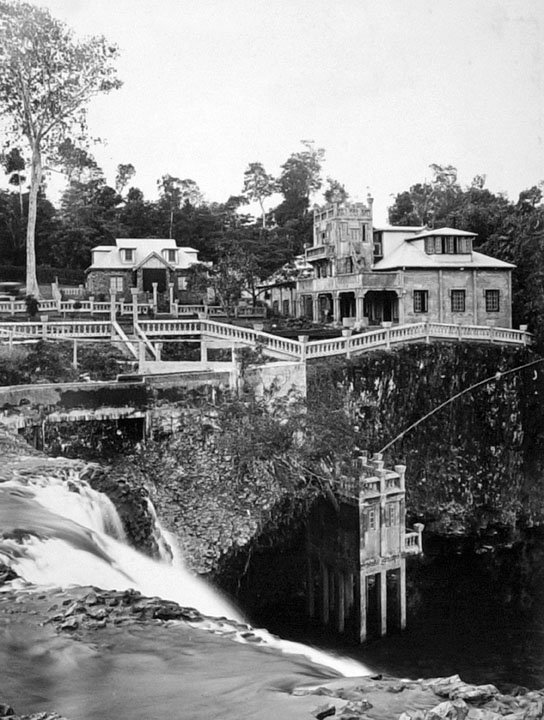
Paronella Parque de la parte superior de Mena Caídas de Riachuelo Innisfail c 1935

El parque Paronella se construyó en la década de 1930 por iniciativa de José Paronella (ca.1888 – 23 de agosto de 1948), un inmigrante español. José Paronella construyó las instalaciones (incluyendo pistas de tenis, un cine y un salón de baile inspirado en los palacios españoles) para proporcionar diversión para los visitantes. Desde su muerte, un fuego, un ciclón y varias inundaciones dañó seriamente el parque y las instalaciones. El parque cambió de propietarios en varias ocasiones hasta que, en 1993, fue comprado por los actuales dueños.
José Paronella llegó desde la cercana Innisfail, Queensland, Australia, en 1913, habiendo navegado desde Cataluña, con la intención de construir una nueva vida para él y su prometida Matilda. Solicitó Commonwealth naturalization en 1921, identificando su sitio de origen como La Vall en la provincia de Gerona De hecho su nombre completo era José Pedro Enrique Paronella, y nació el 26 de febrero de 1887, en La Vall de Santa Creu, un villorio en la provincia de Gerona, España. José trabajó duro para 11 años; creando su riqueza comprando, mejorando y vendiendo granjas de caña. Mientras viajaba a través del campo bonito descubre un bosque virgen junto al espectacular Mena Caídas de Riachuelo - perfectos para su sueño.
Al regresar a España, José descubrió que Matilda se había casado con otro. Determinado a navegar con una novia, José propuso a Margarita (la hermana más pequeña de Matilda) que viajase con él. Un año más tarde, el newlyweds era barco-atado para Australia y por 1929 había adquirido la tierra de los sueños de José. Primero construyó la magnífica escalera de 47 pasos para cambiar construyendo materiales entre el nivel más bajo y superior. Aquí, el par tuvo su cottage la mano construida de piedra, y movido en encima Víspera de Navidad.
Memorias de niñez inspirada en castillos catalanes, José y sus trabajadores puestos para trabajar diseñando una área de diversión. Su fingerprints en las fundaciones de cemento quedan tan testamento a su esfuerzo extraordinario. Un teatro de película transformado en fines de semana a un enormes ballroom con bandas vivas quién entretuvo mientras una pelota masiva de espejos giró del techo para reflejar un deslumbrar de luces rosas y azules.
Rodeando su casa y castillo, más de 7000 árboles estuvieron plantados incluyendo una avenida de Kauris que a torre ahora le gusta la catedral spires en un bosque sagrado.
Queensland del norte primer hydro la planta eléctrica estuvo construida en 1933 a poder el 5 ha (13 acre) parque, y las tierras de castillo estuvieron a punto para dar la bienvenida al público en 1935.
El Paronellas invitó todo el mundo a películas el sábado noches, construyó pistas de tenis de termita aplastada mounds, y un pabellón con torreta-coronó balcones, refreshment habitaciones y cambiando cubículos para #nadador. Finalmente un museo presentó una colección de monedas, pistols, muñecas, timbers e interesantes keepsakes.

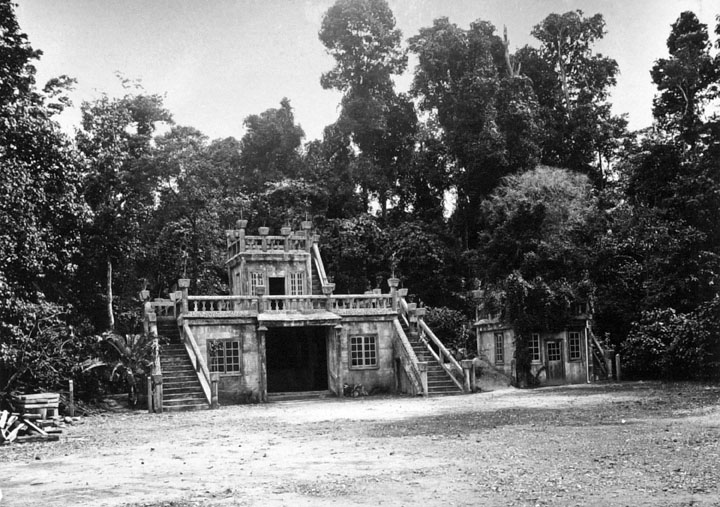
El Quiosco Paronella Parque Innisfail c 1935

Inesperadamente, el cuento de Paronella el parque tomó vueltas veloces y peligrosas que empiezan en 1946 cuándo una masa de registros de un aclarando río arriba barridos fuera un puente de ferrocarril y descendido en el parque, destruyendo el refreshment habitaciones. Undaunted, el Paronellas replanted jardines, reparó qué podrían, y reabiertos para empresariales 6 meses más tarde.
José murió en 1948, dejando Margarita, hija Teresa, e hijo Joe. Teresa casó Pino Zerlotti y Joe casó Val Ribes. En 1967 Margarita murió dejar Joe y Val como custodians del sueño de José. Después de que la muerte de Joe en 1972, Val y sus dos hijos Joe y Kerry, continuados hasta el parque estuvo vendido en 1977. En 1979 un fuego barrido a través del castillo, dejando sólo las paredes y la torreta como recordatorio de qué había sido.
En 1986, Ciclón Winifred probó el parque endurance una vez más.
En 1993, Mark y Judy Evans, los dueños actuales del parque [posted 24.ª Marcha, 2012] rediscovered el parque casi perdido y envisaged reviviendo José sueño con su agradecimiento para belleza y hospitalidad tibia.
Con la ayuda del Paronella familia, la historia de José estuvo escrita ["El español Dreamer" por Dena Leighton, disponible en el Paronella Tienda de Regalo del Parque]. Los caminos eran uncovered, los edificios repararon, los árboles identificaron, y un museo creado en la casa original construida por José para su familia. Ciclón Larry en 2006 añadió otro capítulo de endurance a la historia, y el sueño continuó una vez más.
2009 vio el refurbishment del original hydro turbina qué una vez más proporciona poder para el parque entero.
Hoy, los visitantes están apechugados con una gama de guio visitas. La historia está dicha y los puntos destacados del Parque mostrado a través del día y a la noche.
Paronella El parque es eco-certificado y el patrimonio listó. Los esfuerzos hoy centran encima manteniendo la propiedad mientras quedándose cierto a sus valores históricos y ecológicos. Un número de preservación y restauración actuales los proyectos verán el Paronella historia de Parque se mantiene a base de desde hace muchos años para venir.

## El Sueño Imposible
El 24 de julio de 2010, una producción de teatro, El Sueño Imposible estuvo lanzado en Shangri-La Hotel, La Marina, Mojones. El Sueño Imposible está basado en la historia cierta de José y su novia Margarita.

## Planta hidroeléctrica
En 1933, Paronella instalado un hydro-planta eléctrica, el primero (en privado poseído) en Queensland, en la cascada en el parque. Lo utilice para suministrar el poder para el parque está encendiendo, bombas, refrigeración y cine. La ciudad de Mena el riachuelo también utilizó algunos de la electricidad. La planta era finalmente decommissioned.
En 2009 el parque completó una restauración de la planta, y ahora corre enteramente de hydro-poder eléctrico. Algunos de la electricidad sobrante está alimentado atrás a la verja local.

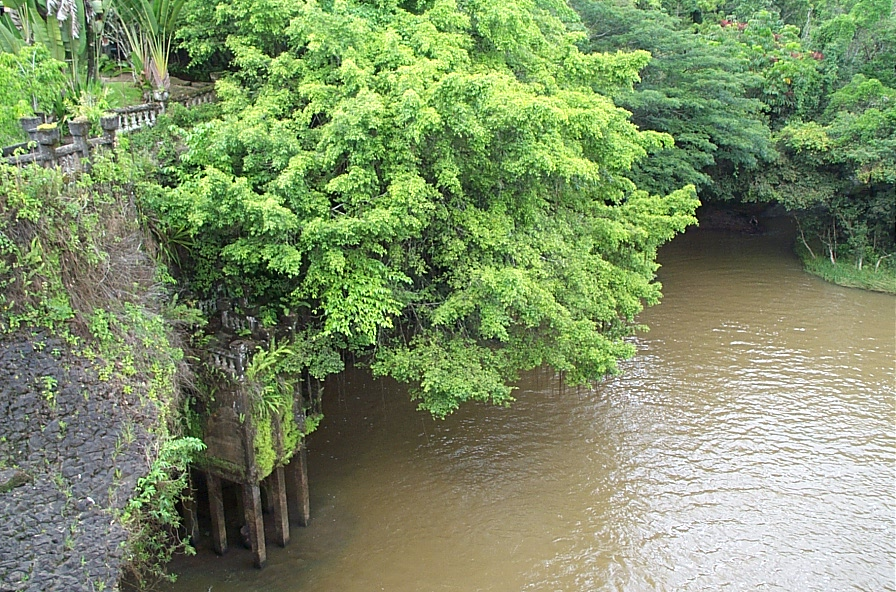
Hydro Planta de puente de cambio sobre Mena Caídas de Riachuelo

## Actividades
La visita de Caídas de la Oscuridad - una noche de una horas visita del sitio en 6:20 p. m., con una visita adicional en 8:30 p. m. durante estación de cumbre.
Self-Paseo Botánico guiado - un self-visita guiada, con la ayuda de un folleto de 16 páginas que contiene detalles de la flora del Parque, con varias especie de árbol identificada durante el Parque.

## Premios y reconocimientos
En 2004, Paronella el parque estuvo nombrado Queensland premier atracción significativa por el Turismo de Queensland.
Sea también un ganador de junta en el "Emergiendo categoría" Empresarial de los Premios de Reconciliación para Empresariales (2004), otorgados por el Gobierno de Queensland.
Paronella Parque, en medio del Canecutter Manera, estuvo votado el Número Uno "Tiene que Hacer" en el RACQ 150 Tiene que Hacer competición en 2009.
En 2009 cuando parte del Q150 celebraciones, Paronella el parque estuvo anunciado cuando uno del Q150 Iconos de Queensland para su función como "ubicación".